# Lobovalgus murinus
Lobovalgus murinus är en skalbaggsart som beskrevs av Moser 1913. Lobovalgus murinus ingår i släktet Lobovalgus och familjen Cetoniidae. Inga underarter finns listade i Catalogue of Life.